# سورین فروند
سورین فروند (آلمانی: Severin Freund؛ زاده ۱۱ مهٔ ۱۹۸۸) یک اسکی‌باز پرش اهل آلمان است.